# Emanuele Cavalli
Emanuele Cavalli (1904-1981) fue un pintor italiano que perteneció al movimiento moderno de la Scuola romana. También fue un fotógrafo de renombre, que experimentó con nuevas técnicas desde los años 1930.

## Biografía
Hijo de terratenientes de Puglia, Cavalli se trasladó a Roma en 1921 donde estudió con Felice Carena además de asistir al instituto artístico industrial. En 1926 expuso unos cuadros en la Biennale di Venezia, donde expondría muchas veces.
Entre 1927 y 1930 Cavalli asistió a exposiciones con Giuseppe Capogrossi y Francesco Di Cocco, y también viajaron juntos a Francia en 1928, donde fue introducido por su amigo Onofrio Martinelli al círculo de "Italiens de Paris" (i.e. De Pisis, De Chirico, Savinio y otros). Expuso en el Salon Bovy de Paris con Fausto Pirandello y Di Cocco, antes de volver a Roma en 1930, donde asoció con la "Scuola romana".
En una serie de exposiciones que Cavalli dio entre 1931 y 1933, el artista empezó elaborar el estilo tonalista, un estilo pictórico y estético de que Cavalli se convertiría en uno de los intérpretes principales. Durante estas exposiciones recibió el apoyo de varios coleccionistas y críticos importantes, además del apoyo del autor italiano Massimo Bontempelli, el tío de su amigo Corrado Cagli y el promotor del realismo mágico, un movimiento literario y artístico que tuvo muchas similitudes con la pintura tonalista.
En 1933 Cavalli, con Capogrossi y Melli escribió el "Manifesto del Primordialismo plástico" que definó el tonalismo, con un énfasis particular en el lado espiritual y abstracto del estilo. En 1935 y 1943, Cavalli expuso un grupo de cuadros en la Quadriennale di Roma, desarrollando el tema de las relaciones entre la pintura y la música: expuso una serie de figuras femeninas de tonalidades distintas, y explicó esta obra dentro de los términos de "sensitividad contrapuntal", comparándola a una "colección de preludios y fugas en tonos mayores y menores".